# Versus pythius
Versus pythius (łac. = wiersz pytyjski) – w metryce antycznej wiersz dystychiczny złożony z daktylicznego heksametru i jambicznego dymetru lub trymetru. Metryka pytyjska była charakterystyczna dla formy przepowiedni Pytii delfickiej, występuje także w niektórych epodach Horacego.